# Andrzej Sebastian Ustrzycki
Andrzej Sebastian Ustrzycki (ur. 1739, zm. 1783) – polski matematyk, publicysta, członek zakonu OO. Pijarów.
W roku 1762 wstąpił do zakonu OO. Jezuitów, studiował w kolegium Pijarów w Warszawie, następnie otrzymał beneficja w diecezji płockiej. Był proboszczem parafii Kamieńczyk.

## Dzieła
- Algebra Czyli Nauka O Rachunkach Literalnych Porządkiem do każdego zrozumienia przystosowanych we dwóch Częściach Ułożona A ciekawymi i Użytecznymi Przykładami Obiaśniona Przez X. Andrzeia Sebastiana Ustrzyckiego Scholarum Piarum. W Warszawie 1778 w Drukarni J.K.Mci i Rzeczypospolitey u XX. Scholarum Piarum[1].
- Wybrane z Starożytnych Świeckich Pisarzów Dzieie Z Zdaniami i Wyrokami Mędrców O Powinnościach Ludzkich We dwóch Częściach zawarte, z Łaciny na Oyczysty Język ku pożytkowi Narodowemu Przeniesione w Warszawie 1779 w Drukarni Jego K. Mci i Rzeplitej u XX. Scholarum Piarum
- Listy o miłości oyczyzny albo Korespondencye listowne Anapistemona z Filopatrosem z francuskiego na oyczysty język przełożone. Warszawa, w druk. Nadworney, 1782.

Ten ostatni tekst był tłumaczeniem dzieła „Lettres sur l'amour de la patrie, ou correspondance d'Anapistémon et de Philopatros” w języku francuskim, z IX tomu Dzieł Zebranych króla Prus Fryderyka II Wielkiego, wydanych w Berlinie w latach 1846-1856.